# Nationalpark Erebuni

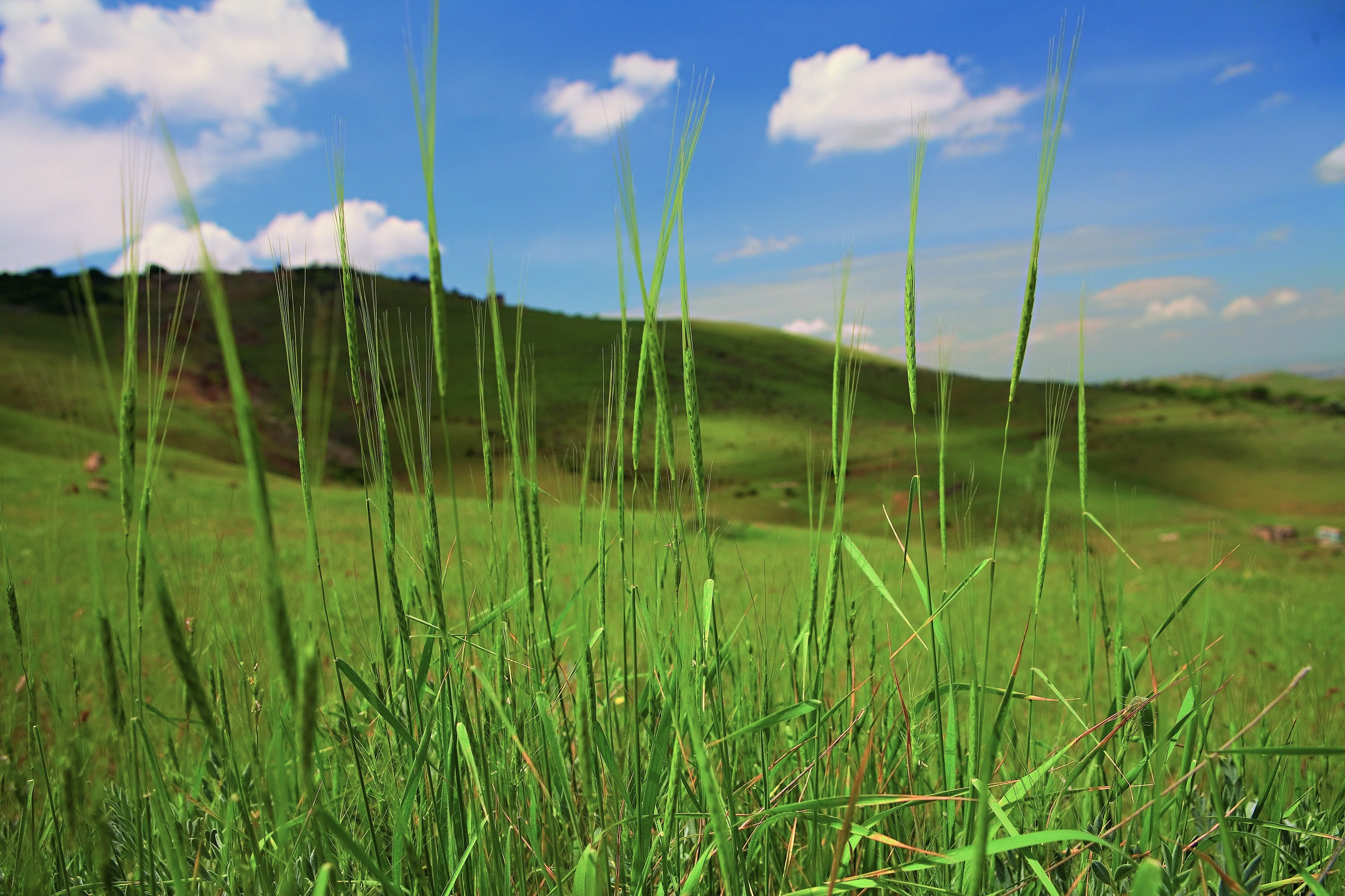
Wildgetreide (Triticum araraticum) im Nationalpark Erebuni

Der Nationalpark Erebuni (armenisch Էրեբունի պետական արգելոց) ist ein 120 Hektar großer Nationalpark in Armenien, der sich 10 km südöstlich der armenischen Hauptstadt Jerewan in der Provinz Kotajk befindet.
Der Nationalpark liegt 1300–1450 m über dem Meeresspiegel und bildet eine Übergangszone zwischen Halbwüste und Hochsteppe.

## Geschichte
Erebuni wurde im Jahr 1981 im Gebiet der Dörfer Mushaghbyur und Geghadir gegründet und wies ursprünglich eine Größe von 99 Hektar auf, konnte in Folge aber um 33 Hektar erweitert werden. Mit der Schaffung des Parks war die Absicht verbunden, neben der vielfältigen Fauna und Flora in jenem Gebiet natürlich vorkommende, wilde Getreidearten in ursprünglicher Umgebung zu schützen und zu bewahren.

## Fauna und Flora
Der Nationalpark Erebuni ist besonders für das Vorkommen von Wildgetreidearten bekannt. Neben den Weizensorten Triticum araraticum, Triticum urartu kommen Roggen, Wildgerstensorten und eine Vielzahl an geschützten und endemischen Pflanzen wie das Süßgras und Schwertlilien (Iris elegantissima) vor, die in der Roten Liste gefährdeter Arten eingetragen sind.
Der Nationalpark bietet Amphibien, wie der Wechselkröte, dem Seefrosch, dem Laubfrosch, der Syrischen Schaufelkröte und Reptilien, verschiedenen Arten von Mittelmeer-Schildkröten und Vögeln ein Zuhause.